# Pęchowiec
Pęchowiec – wieś w Polsce położona w województwie świętokrzyskim, w powiecie sandomierskim, w gminie Klimontów.
W latach 1975–1998 miejscowość administracyjnie należała do województwa tarnobrzeskiego.
Miejscowość znajduje się na odnowionej trasie Małopolskiej Drogi św. Jakuba z Sandomierza do Tyńca, która to jest odzwierciedleniem dawnej średniowiecznej drogi do Santiago de Compostela.